# ورزشگاه ویسنته کالدرون
ورزشگاه ویسنته کالدرون (به اسپانیایی: Vicente Calderón Stadium) ورزشگاهی در شهر مادرید در کشور اسپانیا بود که در سال ۲۰۱۹ به دستور شهرداری مادرید تخریب گردید.
از سال ۱۹۶۶ تا ۲۰۱۷ بازی‌های خانگی باشگاه فوتبال اتلتیکو مادرید در این ورزشگاه برگزار می‌شد.

## تخریب
پس از انتقال بازی‌های خانگی تیم اتلتیکو مادرید به ورزشگاه واندا متروپولیتانو از سال ۲۰۱۷، شهرداری شهر مادرید در اواسط سال ۲۰۱۹ اقدام به تخریب استادیوم ویسنته کالدرون نمود. بر اساس گزارش‌ها و عکس‌های منتشر شده یک اتوبان در محل این ورزشگاه ساخته شده‌است. اما نکته عجیب آنکه سکوهای شمالی ورزشگاه تخریب نگردیده و احتمال بازسازی آن وجود دارد. به دلیل عدم تخریب سکوهای شمالی ورزشگاه و فرم قرارگیری رمپ بزرگراه در کنار این سکوها، گمانه زنی‌هایی مبنی بر استفاده از این ورزشگاه برای برگزاری مسابقات فرمول یک و رقابت‌های جایزه بزرگ موتورسواری در میان کاربران شبکه‌های اجتماعی و مخاطبان ورزشی مطرح شد. اما هیچ‌یک از این ادعاها تاکنون ثابت نشده‌است.